# Iezer (okręg Botoszany)
Iezer – wieś w Rumunii, w okręgu Botoszany, w gminie Hilișeu-Horia. W 2011 roku liczyła 680 mieszkańców.